# Little Fugitive
Little Fugitive is een Amerikaanse film uit 1953. De film won de Zilveren Leeuw op Filmfestival van Venetië en zou de nouvelle vague sterk beïnvloed hebben. In 1997 werd de film opgenomen in het National Film Registry.

## Rolverdeling
| Acteur           | Personage     |
| ---------------- | ------------- |
| Richie Andrusco  | Joey Norton   |
| Richard Brewster | Lennie Norton |
| Winifred Cushing | Mother        |
| Jay Williams     | Jayn          |
| Will Lee         | fotograaf     |
| Charlie Moss     | Harry         |
| Tommy DeCanio    | Charley       |